# Орден «За заслуги перед Литвой»
Орден «За заслуги перед Литвой» (лит. Ordinas «Už nuopelnus Lietuvai») — государственная награда Литовской Республики.
Орден был учреждён 18 июня 2002 года для награждения литовских и иностранных граждан за особые заслуги на благо Литвы в различных областях профессиональной деятельности.
Орден «За заслуги перед Литвой» имеет пять степеней и медаль ордена.

## Положение о награде
35 статья. Награждение орденом «За заслуги перед Литвой»
1. Орденом «За заслуги перед Литвой» награждаются лица за особые заслуги во славу Литвы, за развитие и расширение межгосударственных отношений, за гуманитарную помощь Литве, за особые заслуги в государственной службе, культуре, науке и просвещении, предпринимательстве и промышленности, здравоохранении и социальной защите, военном деле, спорте, хозяйственной деятельности и прочих областях.
2. На знаке ордена, в венке, соединяющем знак ордена с лентой, соответствующим символом обозначается область деятельности награждённого.

## Описание

### Степени ордена «За заслуги перед Литвой»
36 статья. Структура ордена «За заслуги перед Литвой»
1. Орден «За заслуги перед Литвой» имеет пять степеней.
2. Знаками ордена являются: Большой крест, Большой командорский крест, Командорский крест, Офицерский крест и Рыцарский крест.
3. Большой крест ордена составляет:
1) крест — золотой, пятиконечный, покрытый белой эмалью, величиной 50 мм. На нём — оксидированная серебряная Погоня. Между концами креста — солнечные лучи. На оборотной стороне: в концах креста — гербы Вильнюса, Каунаса, Клайпеды Шяуляя и Панявежиса, в сентре — надпись «Pro Lituania» и год учреждения ордена — «2002»;
2) звезда — серебряная, девятилучевая, диаметром 85 мм. В центре — уменьшенный знак ордена «За заслуги перед Литвой»;
3) лента — красного муара, шириной 100 мм (для женщин — шириной 65 мм), с двумя жёлтыми и зелёными полосками по краям.
4. Большой командорский крест ордена составляет:
1) крест — как Большой крест;
2) звезда — как у Большого креста;
3) лента — как лента Большого креста, но шириной 40 мм.
5. Командорский крест ордена составляет:
1) крест — как Большой крест;
2) лента — как лента Большого креста, но шириной 40 мм.
6. Офицерский крест ордена составляет:
1) крест — как Большой крест, но величиной 42 мм;
2) лента — как лента Большого креста, но шириной 32 мм, с розеткой.
7. Рыцарский крест ордена составляет:
1) крест — как Большой крест, но величиной 42 мм;
2) лента — как лента Большого креста, но шириной 32 мм.

### Элементы художественного оформления знака ордена и звезды
В основу художественного оформления знака ордена и звезды положена «Погоня» (лит. Vytis) — серебряный всадник на белом коне, исторический и современный герб Литвы, наложенный на пятиконечный крест необычной формы. Автор проекта — художник Анта́нас Вайчяка́ускас (лит. Antanas Vaičekauskas).
- Звезда ордена
- Знак ордена
- Оборотная сторона знака ордена

### Соединительные венки
| Государственная служба и международные отношения | Гуманитарная помощь | Культура и просвещение | Предпринимательство и промышленность |
| ------------------------------------------------ | ------------------- | ---------------------- | ------------------------------------ |
|                                                  |                     |                        |                                      |
| Здравоохранение и социальная защита              | Военное дело        | Спорт                  |                                      |
|                                                  |                     |                        |                                      |

## Знаки ордена
Знаки ордена «За заслуги перед Литвой» и звезда изготавливаются из серебра, оксидируется и полируется, крест золотится и покрывается белой эмалью. Соединительные венки изготавливаются из серебра и покрываются позолотой. Медаль ордена чеканится из серебра, оксидируется и полируется.
Знаки ордена «За заслуги перед Литвой», звезда и медаль изготавливаются в Литве, вильнюсским предприятием «Мятало форма» (лит. UAB «Metalo forma»). Медали ордена также чеканятся на Литовском монетном дворе в Вильнюсе.
| Большой крест                                      | Большой крест, для награждения женщин | Большой командорский крест                 |
| -------------------------------------------------- | ------------------------------------- | ------------------------------------------ |
|                                                    |                                       |                                            |
|                                                    |                                       |                                            |
|                                                    |                                       |                                            |
| Большой командорский крест, для награждения женщин | Командорский крест                    | Командорский крест, для награждения женщин |
|                                                    |                                       |                                            |
|                                                    |                                       |                                            |
|                                                    |                                       |                                            |
| Офицерский крест                                   | Рыцарский крест                       | Медаль ордена                              |
|                                                    |                                       |                                            |
|                                                    |                                       |                                            |